# Paphiopedilum platyphyllum
Paphiopedilum platyphyllum — многолетнее трявянистое растение семейства Орхидные.
Вид не имеет устоявшегося русского названия.

## Синонимы
- Paphiopedilum stonei var. platyphyllum (T.Yukawa) J.M.H.Shaw, 2002
- Paphiopedilum fumi — не зарегистрированное торговое название.
- Paphiopedilum stonei var. latifolium — не зарегистрированное торговое название.
- Paphiopedilum sugiyamii — не зарегистрированное торговое название[1].

## История описания
Был обнаружен доктором Yoshishige Tachibana 25 апреля, 1964 года. 20 растения были собраны из которых 15 растения были отправлены в питомник Fumimasa Sugiyama (Yamayo Noen orchids). В 2002 году описан, как вариация Paphiopedilum stonei var. platyphyllum. Под этим названием одно из растений получило награду за заслуги от Американского орхидологического общества в 1981 году под названием 'Ruth Kennedy'. В 2002 году растение было признано отдельным видом.
Некоторые авторы считают, что Paphiopedilum platyphyllum является естественным гибридом Paphiopedilum kolopakingii × Paphiopedilum stonei.

## Этимология
Видовое название «platyphyllum» отражает не типичную для рода ширину листьев.

## Биологическое описание
Побег симподиального типа, скрыт основаниями 5—7 листьев.
Листья широкие, до 18 см в длину и 3 см в ширину. По информации из другого источника до 60 см длиной.
Цветонос до 50 см длиной, одиночный, в начале роста вертикальный, впоследствии поникающий, несет от 5 до 9 долго не увядающих цветков.
Цветки 10 см в диаметре, с ароматом мёда.
Хромосомы — 2n=26.

## Ареал, экологические особенности
Найден на Калимантане, в штате Саравак на высоте около 800 метров над уровнем моря, вблизи вершины горы Букит-Кана.
Наземное растение. Встречается на известковых обрывах. Почва: гумус, лиственный опад и осколки камней. Цветёт в марте — июне.
Относится к числу охраняемых видов (I приложение CITES).

## В культуре
Относится к медленно растущим видам.
Цветение в конце зимы — начале весны.
Минимальная температура не ниже 15,5 °C. Средняя дневная температура в местах произрастания вида — 21—23 °C. Цветение стимулируется понижением температуры до 19 °C.
Свет: 750—1200 FC. В природе листья Paphiopedilum platyphyllum средне-зеленого цвета, поскольку растения растут в достаточно тенистых местах.
Относительная влажность воздуха: от 50 % и выше.
Посадка в пластиковые и керамические горшки с несколькими дренажными отверстиями на дне, обеспечивающими равномерную просушку субстрата.
Частота полива подбирается таким образом, чтобы субстрат внутри горшка не успевал высохнуть полностью.
Основные компоненты субстрата: см. статью Paphiopedilum.
Периода покоя нет.

## Грексы
По данным The International Orchid Register.
- Paphiopedilum Fumimasa Sugiyama (J.L.Fischer), 2002 (= Paphiopedilum platyphyllum × Paphiopedilum sanderianum ♂)
- Paphiopedilum Kee Chin Lim (Taieri Pride), 2001 (= Paphiopedilum platyphyllum × Paphiopedilum malipoense ♂)
- Paphiopedilum Lawless Platyvoo (G.Lawless), 2001 (= Paphiopedilum platyphyllum × Paphiopedilum Voodoo Magic ♂)
- Paphiopedilum Poulsbo Canary (S.Ware), 2004 (= Paphiopedilum platyphyllum × Paphiopedilum armeniacum ♂)
- Paphiopedilum Sandi's Melody (A.C.Salzman), 2008 (= Paphiopedilum platyphyllum × Paphiopedilum primulinum ♂)
- Paphiopedilum Yellow Tiger (F.Capriccio), 1984 (= Paphiopedilum platyphyllum × Paphiopedilum glanduliferum ♂)
- Paphiopedilum Duke of Marlborough (R-J.Quen), 2007 (= Paphiopedilum platyphyllum × Paphiopedilum philippinense ♀)
- Paphiopedilum Hsinying Pariplaty (Ching Hua), 2001 (= Paphiopedilum platyphyllum × Paphiopedilum parishii ♀)
- Paphiopedilum Hsinying Platynice (Ching Hua), 2003 (= Paphiopedilum platyphyllum × Paphiopedilum Berenice ♀)
- Paphiopedilum Hsinying Stone (Ching Hua), 2006 (= Paphiopedilum platyphyllum × Paphiopedilum stonei ♀)
- Paphiopedilum Oso Stone (N.Powell), 1993 (= Paphiopedilum platyphyllum × Paphiopedilum Procrustes ♀)
- Paphiopedilum Pink Dolphin (B.Fraser), 2007 (= Paphiopedilum platyphyllum × Paphiopedilum Deperle ♀)
- Paphiopedilum Platy Swith (J.L.Fischer), 2002 (= Paphiopedilum platyphyllum × Paphiopedilum Saint Swithin ♀)
- Paphiopedilum Stella Lim (K.Richards), 2003 (= Paphiopedilum platyphyllum × Paphiopedilum delenatii ♀)
- Paphiopedilum Taiwan (Ching Hua), 2003 (= Paphiopedilum platyphyllum × Paphiopedilum rothschildianum ♀)